# 新布卢姆菲尔德 (宾夕法尼亚州)
新布卢姆菲尔德（New Bloomfield）是美国宾夕法尼亚州佩里县的一个自治市镇，是佩里县的县城。2000年人口普查中的人口为1,077人。新布卢姆菲尔德是哈里斯堡 - 卡来尔大都市统计区的一部分。

## 历史
新布卢姆菲尔德在1823年规划，并以原来的城市遗址附近盛开的三叶草命名。 自1825年以来，一个名叫新布卢姆菲尔德的邮局已经投入使用。
佩里县法院于1975年被列入国家史迹名录。